# Alopecurus heleochloides
Alopecurus heleochloides är en gräsart som beskrevs av Eduard Hackel. Alopecurus heleochloides ingår i släktet kavlen, och familjen gräs. Inga underarter finns listade i Catalogue of Life.